# Lobe den Herrn, meine Seele, BWV 143

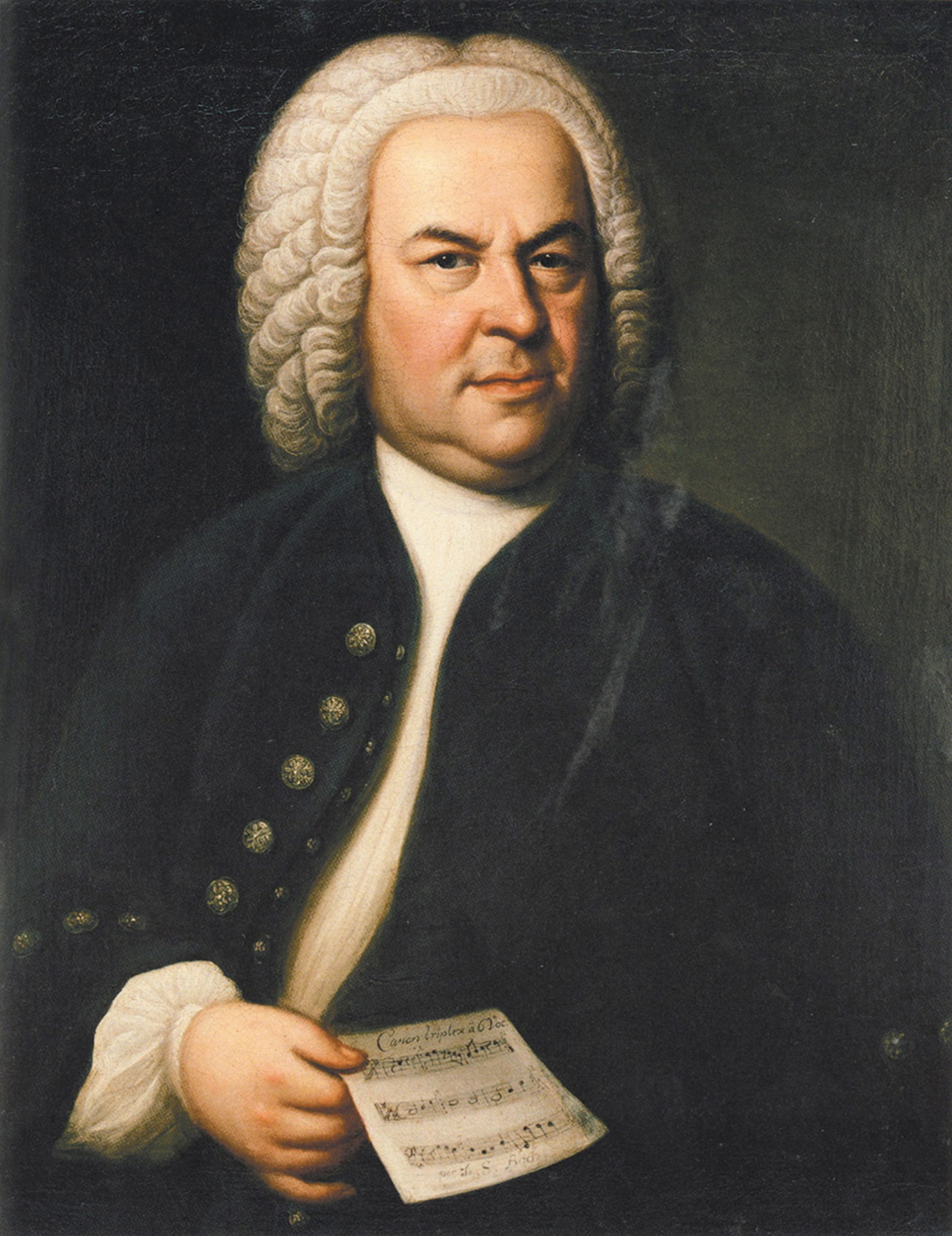
Johann Sebastian Bach, compositor de la cantata.

Lobe den Herrn, meine Seele (Alaba al Señor, alma mía), BWV 143, es una cantata temprana de Johann Sebastian Bach. Parece ser que la compuso para el día de Año Nuevo, probablemente cuando tenía unos veinte años, pero no se sabe si se estrenó en Mühlhausen o en Weimar: la fecha de composición no está clara. Se ha dudado de la autoría de Bach porque la cantata tiene varias características inusuales; una de ellas es la partitura, es la única cantata de Bach que combina tres corni da caccia con timbales.
Un libretista desconocido se basó principalmente en el Salmo 146 y en el himno de Jakob Ebert «Du Friedefürst, Herr Jesu Christ» para desarrollar siete movimientos, suministrando él mismo sólo dos de los movimientos. El montaje del texto es similar al de las primeras cantatas de Bach. La cantata consta de siete movimientos que combinan las tres principales fuentes textuales: salmo, himno y poesía contemporánea. El coro de apertura se basa en un verso del salmo, seguido de la primera estancia del himno y otro verso del salmo como recitativo. Un aria sobre poesía va seguida de un tercer verso de salmo como aria. Le sigue otra aria sobre poesía, que simultáneamente cita instrumentalmente la melodía del himno. El último movimiento combina elementos de una fantasía coral sobre la tercera estancia del himno, con el vivo contrapunto del «Aleluya» que cierra el salmo.

## Historia y texto

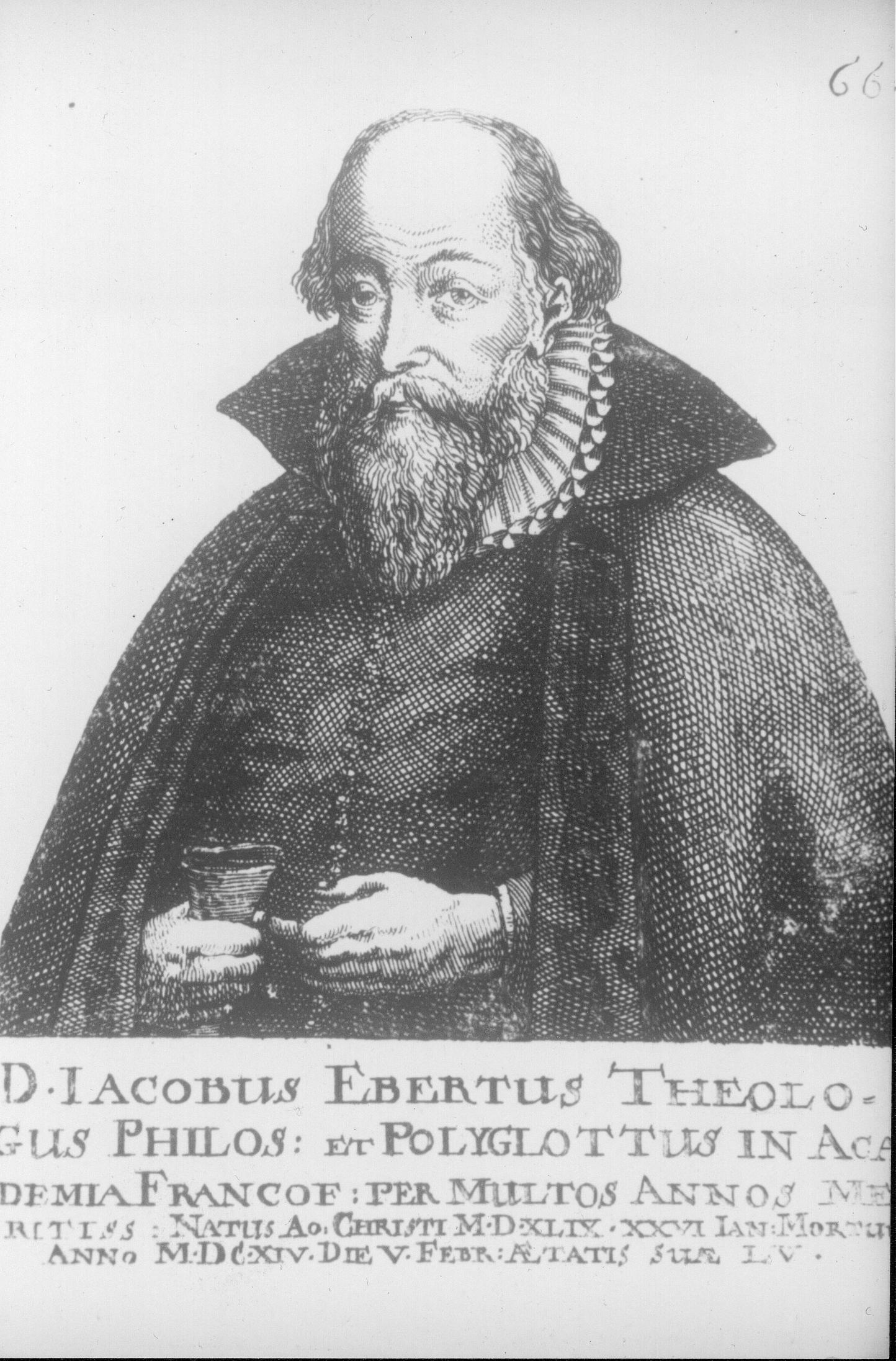
Parte del texto de la cantata fue tomado del himno de Jakob Ebert «Du Friedefürst, Herr Jesu Christ», escrito en 1601

Bach escribió la cantata para el día de Año Nuevo, que es también la fiesta de la Circuncisión de Cristo. Las lecturas prescritas para ese día eran de la Epístola a los gálatas, «por la fe heredamos» (Gálatas 3:23-29), y del Evangelio de Lucas, la circuncisión y el nombramiento de Jesús ocho días después de su nacimiento. Sin embargo, la mayor parte del texto de la cantata fue tomado por el desconocido libretista de los Salmos 146 y del himno de Jakob Ebert «Du Friedefürst, Herr Jesu Christ», escrito en 1601.
El texto se compone de versos del salmo (verso 1 para el primer movimiento, verso 5 para el movimiento tercero, y verso 10 para el quinto movimiento), y dos estancias del himno, la primera como segundo movimiento, la tercera como movimiento final. Sólo los movimientos cuarto y sexto son poesía libre, con la melodía del himno sonando de nuevo instrumentalmente durante el movimiento sexto. Debido a la estructura de su texto, el experto en Bach Christoph Wolff data la obra en torno a 1710, cuando Bach trabajaba en Weimar.
El manuscrito más antiguo (y también el único) fue escrito en 1762, después de la muerte de Bach. La procedencia de la cantata es discutida: algunos sugieren que puede no ser una obra de Bach debido a su naturaleza «sin pretensiones» y a la falta de música original autorizada, o quizás fue una transposición de una obra anterior. Otra posibilidad es que parte de la cantata fuera escrita por Bach, mientras que otras partes (probablemente los coros y el aria del bajo) fueron añadidas o modificadas por otros compositores. John Eliot Gardiner, que dirigió la Bach Cantata Pilgrimage en 2000, destaca la similitud estilística de la estructura del texto con las primeras cantatas de Bach escritas en Mühlhausen. También ve una expresión musical similar a la cantata para la inauguración de un nuevo ayuntamiento allí, Gott ist mein König, BWV 71, escrita en 1708. Mientras que algunos musicólogos suponen que podría haber sido compuesta para la misma ocasión un año más tarde (las pruebas documentales sugieren que hubo una obra «perdida» de este tipo), Gardiner propone que podría tratarse de una obra aún anterior, o que «fue, al menos en parte, una pieza de aprendiz escrita en Weimar bajo la tutela directa de Bach».
El biógrafo de Bach del siglo XIX, Philipp Spitta, propuso que la cantata se estrenó el día de Año Nuevo de 1735. Sin embargo, según investigaciones más recientes, la pieza interpretada ese día fue la Parte IV del Oratorio de Navidad.

## Partitura y estructura
La cantata tiene una partitura festiva para tres solistas vocales (soprano (S), tenor (T) y bajo (B)), un coro a cuatro voces y un conjunto instrumental barroco de tres corni da caccia (Co), timbales (Ti, enumerados con los vientos), fagot (Fg), dos violines (Vl), viola (Va) y bajo continuo. Es la única cantata de Bach que combina tres corni da caccia con timbales.
La cantata está estructurada en siete movimientos. Comienza con un coro sobre un verso del salmo, seguido de la primera estancia del himno, cantada por la soprano. Otro verso del salmo se interpreta como recitativo de tenor, seguido de un aria de tenor sobre poesía libre. Una tercera estancia del salmo se presenta como aria de bajo, a la que responde otra aria de tenor sobre poesía libre con una cita instrumental de la melodía del himno. La cantata se cierra con un movimiento híbrido que combina como una fantasía coral la tercera estancia del himno como cantus firmus con un vivo contrapunto del «Aleluya» que cierra el salmo.
En la siguiente tabla de los movimientos, la partitura sigue la Neue Bach-Ausgabe. Las tonalidades y compases se han tomado de Alfred Dürr, utilizando el símbolo del tiempo común (). El bajo continuo, que suena en todo momento, no se muestra.
| N.º | Título                                       | Texto               | Tipo                        | Vocal | Vientos   | Cuerdas | Tonalidad | Tiempo            |
| --- | -------------------------------------------- | ------------------- | --------------------------- | ----- | --------- | ------- | --------- | ----------------- |
| 1   | Lobe den Herrn, meine Seele                  | Salmo 146:1         | Coro                        | SATB  | 3Co Ti Fg | 2Vl Va  | si♭ mayor | 3 4               |
| 2   | Du Friedefürst, Herr Jesu Christ             | Ebert               | Coral                       | S     |           | Vl      | si♭ mayor | cuatro por cuatro |
| 3   | Wohl dem, des Hülfe der Gott Jakob ist       | Salmo 146:5         | Recitativo                  | T     |           |         |           | cuatro por cuatro |
| 4   | Tausendfaches Unglück, Schrecken             | anon.               | Aria                        | T     | Fg        | 2Vl Va  | do menor  | cuatro por cuatro |
| 5   | Der Herr ist König ewiglich                  | Salmo 146:10        | Aria                        | B     | 3Co Ti Fg |         | si♭ mayor | 3 4               |
| 6   | Jesu, Retter deiner Herde                    | anon.               | Aria + coral (instrumental) | T     | 3Co Ti Fg | 2Vl Va  | sol menor | cuatro por cuatro |
| 7   | * Gedenk, Herr Jesu, an dein Amt * Halleluja | * Ebert * Salmo 146 | Fantasía coral              | SATB  | 3Co Ti Fg | 2Vl Va  | si♭ mayor | 6 8               |

## Música
El coro inicial de la primera estancia del salmo, «Lobe den Herrn, meine Seele» (Alaba al Señor, alma mía.), es bastante corto y utiliza figuras de fanfarria imitativas sin mucho desarrollo armónico. Emplea un tema de ritornello sobre los acordes de tónica y dominante, incorporando una secuencia de tercera descendente. Las voces cantan mayoritariamente en homofonía.

El coral de la soprano, «Du Friedefürst, Herr Jesu Christ» (Oh Príncipe de la paz, Señor Jesucristo), va acompañado de un obbligato de violín. Aunque la línea vocal no está decorada en su mayor parte, va acompañada de un contrapunto de violín rítmicamente activo que sigue el círculo de quintas. La línea de obbligato alcanza una doble cadencia antes de la entrada de la soprano.

El recitativo para tenor sobre otro verso del salmo, «Wohl dem, des Hülfe der Gott Jakob ist» (Es afortunado él, cuya ayuda es el Dios de Jacob), es bastante corto y se considera poco notable.

El cuarto movimiento es un aria de tenor en verso libre, «Tausendfaches Unglück, Schrecken» (Mil desgracias, terror). La línea vocal es «enrevesada y angulosa», reflejando los temas de la desgracia, el miedo y la muerte. El musicólogo Julian Mincham sugiere que estos temas sugieren que Salomo Franck podría ser el poeta, ya que eran imágenes recurrentes en sus textos, pero también señala una falta de integración atípica en la obra de Franck.

El aria del décimo verso del salmo, «Der Herr ist König ewiglich» (El Señor es Rey eternamente), emplea un motivo triádico similar al de Gott ist mein König, BWV 71. Es breve y tiene una gama limitada de desarrollo tonal o variación cromática. La voz está acompañada por las trompas y los timbales, sin cuerdas, lo que ilustra el poder de Dios.

El sexto movimiento es otra aria de tenor sobre poesía libre, «Jesu, Retter deiner Herde» (Jesús, salvador de tu rebaño), caracterizada por la figuración de escalas en capas en el acompañamiento instrumental. La voz, el fagot y el continuo actúan como trío, mientras que la melodía coral se escucha en los violines.

El coro final emplea la tercera estancia del coral, «Gedenk, Herr, jetzund an dein Amt» (Piensa, Señor, en este momento en Tu oficio), como cantus firmus en la soprano. No está compuesto como la típica configuración a cuatro partes, sino que las voces inferiores cantan animados Aleluyas contrastantes, derivados del salmo.

## Grabaciones
- Frankfurter Kantorei / Bach-Collegium Stuttgart. Die Bach Kantate. Hänssler, 1975.
- Thomanerchor / Neues Bachisches Collegium Musicum. Kantaten / Mit Corno da Caccia. Eterna, 1984.
- Monteverdi Choir / English Baroque Soloists. Bach Cantatas vol. 17. Soli deo Gloria, 2000.
- Amsterdam Baroque Orchestra & Choir. J.S. Bach: Complete Cantatas. Antoine Marchand, 2001.